# 11264 Claudiomaccone
11264 Claudiomaccone este un asteroid din centura principală, descoperit pe 16 octombrie 1979, de Nikolai Cernîh.